# Wolfgang Happle
Wolfgang Happle (ur. 16 października 1940) – niemiecki skoczek narciarski startujący w barwach RFN, ósmy zawodnik Mistrzostw Świata 1966, inspektor FIS do spraw skoczni narciarskich.
Dwukrotnie uczestniczył w mistrzostwach świata w narciarstwie klasycznym. W 1962 w konkursie na skoczni K-90 zajął jedenaste miejsce. W kolejnych mistrzostwach zajął 26. miejsce na skoczni normalnej i ósme na skoczni dużej.
W latach 1958–1968 startował w konkursach Turnieju Czterech Skoczni. Sześciokrotnie plasował się w pierwszej dziesiątce zawodów, w tym dwukrotnie na podium. Na podium stanął 1 stycznia 1962 w Garmisch-Partenkirchen oraz pięć dni później w Bischofshofen. W obu przypadkach zajął trzecią pozycję.
Jest inspektorem Międzynarodowej Federacji Narciarskich do spraw skoczni narciarskich.

## Osiągnięcia

### Mistrzostwa świata
| Mistrzostwa    | Data           | Skocznia | Konkurs | Skok 1    | Skok 1 | Skok 2    | Skok 2 | Skok 3    | Skok 3 | Nota łączna | Miejsce | Strata | Zwycięzca        | Źródło |
| Mistrzostwa    | Data           | Skocznia | Konkurs | Odległość | Nota   | Odległość | Nota   | Odległość | Nota   | Nota łączna | Miejsce | Strata | Zwycięzca        | Źródło |
| -------------- | -------------- | -------- | ------- | --------- | ------ | --------- | ------ | --------- | ------ | ----------- | ------- | ------ | ---------------- | ------ |
| 1962, Zakopane | 25 lutego 1962 | duża     | ind.    | 94,0      | 106,7  | 94,0      | 103,4  | 97,5      | 107,9  | 214,6       | 11.     | 26,8   | Helmut Recknagel | [ 2 ]  |
| 1966, Oslo     | 19 lutego 1966 | normalna | ind.    | 72,0      | 97,5   | 71,5      | 98,7   | -         | -      | 196,2       | 26.     | 38,4   | Bjørn Wirkola    | [ 3 ]  |
| 1966, Oslo     | 27 lutego 1966 | duża     | ind.    | 82,0      | 101,1  | 78,5      | 93,2   | -         | -      | 194,2       | 8.      | 21,1   | Bjørn Wirkola    | [ 4 ]  |